# Clásica Haribo
La Clásica Haribo era una carrera ciclista profesional de un día que se disputaba en el sur de Francia. Debe su nombre a su principal patrocinador, la empresa alemana fabricante de caramelos Haribo, que posee una fábrica en la ciudad de Uzès, salida de la prueba.
Se disputó ininterrumpidamente entre los años 1994 y 2006, año de su desaparición. Pertenecía a la Copa de Francia de Ciclismo y a partir del 2005 también al UCI Europe Tour.
Se disputaba sobre 200 km aproximadamente. La salida estaba situada en Uzès (departamento de Gard) y la llegada en Marsella (departamento de Bocas del Ródano).
El ciclista que más veces se impuso fue el estonio Jaan Kirsipuu, con tres, dos de ellas de forma consecutiva.

## Palmarés
| Año  | Ganador           | Segundo                  | Tercero              |
| ---- | ----------------- | ------------------------ | -------------------- |
| 1994 | Erik Zabel        | Djamolidine Abdoujaparov | Johan Museeuw        |
| 1995 | Giuseppe Citterio | Giovanni Fidanza         | Johan Museeuw        |
| 1996 | Laurent Jalabert  | Gianluca Pianegonda      | Servais Knaven       |
| 1997 | Frédéric Guesdon  | Jaan Kirsipuu            | Simone Zucchi        |
| 1998 | Lauri Aus         | Stuart O'Grady           | Jaan Kirsipuu        |
| 1999 | Stuart O'Grady    | Beat Zberg               | Alexandre Vinokourov |
| 2000 | Jaan Kirsipuu     | Laurent Brochard         | Romāns Vainšteins    |
| 2001 | Hans De Clercq    | Eddy Seigneur            | Paul van Hyfte       |
| 2002 | Jaan Kirsipuu     | George Hincapie          | Enrico Cassani       |
| 2003 | Jaan Kirsipuu     | Lars Michaelsen          | Max van Heeswijk     |
| 2004 | Thor Hushovd      | Gabriele Balducci        | Sébastien Hinault    |
| 2005 | Gorik Gardeyn     | Lilian Jégou             | Alessandro Ballan    |
| 2006 | Arnaud Coyot      | Thor Hushovd             | Mauro Facci          |

## Palmarés por países
| País      | Victorias |
| --------- | --------- |
| Estonia   | 4         |
| Francia   | 3         |
| Bélgica   | 2         |
| Alemania  | 1         |
| Italia    | 1         |
| Australia | 1         |
| Noruega   | 1         |